# 疣杜父鱼属
疣杜父鱼属（学名：Stelgistrum）为杜父鱼科的一个属。

## 下属物种
本属包括以下物种：
- 阿留申群島疣杜父魚 Stelgistrum beringianum Gilbert & Burke, 1912
- 強壯疣杜父魚 Stelgistrum concinnum Andriashev, 1935
- 疣杜父魚 Stelgistrum stejnegeri Jordan & Gilbert, 1898